# Зоряне гало
Зоряне гало — це компонента галактичного гало, яка містить зорі. Зоряне гало простягається далеко за межі найяскравіших областей галактики і зазвичай містить її найстаріші зорі та зорі з найменшою концентрацією металів.

## Історія спостережень
У ранніх дослідженнях, проведених у 1960—1990 роках, вивчалася форма зоряного гало Чумацького Шляху, знайдено підтвердження того, що вона може змінюватися зі збільшенням відстані від центру галактики. Ці дослідження виявили, що ця форма більш сферична на околицях галактики і більш пласка ближче до центру. У 21-му столітті великі огляди неба, такі як Слоанівський цифровий огляд неба, дозволили значно детальніше дослідити форму та розподіл густини зоряного гало. Згідно з цими дослідженнями, форма гало є більш сплющеною або схожою на трьохвісний еліпсоїд. Сучасні дослідження, зокрема проведене в 2011 році групою британських вчених, виявили, що загалом форма гало є більш сплющеною, однак не знайшли підтверджень асиметрії, вказаній в більш ранніх дослідженнях.
Спостереження зоряних гало віддалених галактик ускладнені їхньою відносно низькою світністю, внаслідок чого доводиться робити знімки з дуже довгою експозицією, робити узагальнення результатів спостережень різних галактик для отримання середніх значень параметрів або допускати інші обмеження. Окремі зорі в гало вдається розрізнити тільки для Чумацького Шляху та Галактики Андромеди. Станом на 2013 рік найбільш віддалені галактики, для яких вдалося проспостерігати зоряне гало, мали червоний зсув всього 1, що згідно з законом Габбла-Леметра, відповідає відстані приблизно 2,8 гігапарсек (9,1 мільярда світлових років).

## Структура та властивості
Згідно з Лямбда-CDM моделлю формування Всесвіту, галактики утворювалися шляхом злиття. Подібні злиття кількох менших галактик в одну є причиною утворення складних структур, які спостерігалися під час досліджень гало. Зоряні потоки, що були збурені злиттям галактики з її галактиками-супутниками, фіксуються завдяки схожості напрямків руху та швидкості цих потоків. Зокрема, декілька таких потоків було виявлено і в Чумацькому Шляху. Внаслідок різноманіття галактик-супутників, утворилося різноманіття параметрів зір в межах гало, наприклад металічності.
Астрофізичні моделювання галактик прогнозують, що зоряні гало повинні мати дві складові (частини): внутрішню, яка переважно складається з зір, утворених в самій галактиці, та зовнішню, зорі якої потрапили туди здебільшого шляхом злиття з іншими галактиками. Згідно з моделюваннями, ці дві області мають різну структуру та напрямки обертання.

## Чумацький Шлях
Дослідження нашої Галактики виявили, що приблизно від 0,1 % до 1 % всіх зір (за масою) розташовано саме в зоряному гало, яке простягається на понад 100 кілопарсек (320 тисяч світлових років) від центру. Також є дослідження, які виявили подвійну структуру зоряного гало Чумацького шляху, однак згодом результати цих досліджень поставили під сумнів.